# Championnats de France d'athlétisme en salle 2000
Navigation
Édition précédente Édition suivante
Les Championnats de France d'athlétisme en salle 2000 ont eu lieu du 18 au 20 février 2000 au Stade couvert régional de Liévin.
Lors des qualifications du poids féminin, Laurence Manfrédi bat le record de France avec un lancer à 18,69 m.

## Palmarès
| Discipline       | Hommes             | Hommes        | Femmes                  | Femmes         |
| ---------------- | ------------------ | ------------- | ----------------------- | -------------- |
| 60 m             | Stéphane Cali      | 6 s 64        | Christine Arron         | 7 s 11         |
| 200 m            | Christophe Cheval  | 20 s 75       | Fabé Dia                | 23 s 15        |
| 400 m            | Marc Raquil        | 46 s 34       | Marie-Louise Bévis      | 52 s 91        |
| 800 m            | David Divad        | 1 min 47 s 64 | Elisabeth Grousselle    | 2 min 4 s 29   |
| 1 500 m          | Mehdi Baala        | 3 min 45 s 72 | Patricia Djaté          | 4 min 15 s 18  |
| 3 000 m          | Nadir Bosch        | 7 min 56 s 11 | Fatima Yvelain          | 9 min 0 s 14   |
| 60 m haies       | Sébastien Denis    | 7 s 63        | Patricia Girard         | 7 s 98         |
| Saut en hauteur  | Didier Detchenique | 2,22 m        | Gaëlle Niaré            | 1,85 m         |
| Saut à la perche | Khalid Lachheb     | 5,55 m        | Amandine Homo           | 4,25 m         |
| Saut en longueur | Emmanuel Bangué    | 7,96 m        | Marie-Noëlle Faulon     | 6,19 m         |
| Triple saut      | Colomba Fofana     | 16,90 m       | Marie-Véronique Mazarin | 13,86 m        |
| Lancer du poids  | Stéphane Vial      | 18,97 m       | Laurence Manfrédi       | 17,89 m        |
| 3 000 m marche   | -                  | -             | Fatiha Ouali            | 12 min 46 s 45 |
| 5 000 m marche   | Eddy Riva          | 20 min 2 s 14 | -                       | -              |